# RDS Arena
Het RDS Arena (Royal Dublin Society) is een multifunctioneel stadion in de wijk Ballsbridge, in Dublin, de hoofdstad van Ierland. 

## Geschiedenis
De Royal Dublin Society is een filantropische organisatie die zich inzet om Ierland cultureel en economisch levend te houden. De organisatie werd opgericht in 1731. Vanaf 1860 zette men het plan op om paardenshows te organiseren. Deze paardenshow zouden Dublin Horse Show gaan heten en werd in 1881 voor het eerst in de RSD Arena gehouden.
In het stadion kunnen 18.500 toeschouwers. Er zijn vier tribunes, de Noordtribune, Zuidtribune, Grandstand en Anglesea Stand. De Anglesea is de oudste en stamt uit 1927, het is een overdekte tribune. De Noord- en Zuidtribune kunnen eventueel worden verwijderd als dit voor het evenement wenselijk is. De Grandstand is in 2006 volledig gerenoveerd. Daarbij is het hout vervangen en het is overdekt gemaakt.
Er zijn regelmatig concerten gehouden in dit stadion. In 1992 gaf Prince hier zijn Diamonds and Pearls Tour. Ook Fleetwood Mac speelde hier in 2015 Burce Springsteen speelde hier meerdere keren. Tina Turner trad hier op tijdens haar Twenty Four Seven Tour.
Er worden veel rugbywedstrijden gespeeld in dit stadion. De rugbyclub Leinster Rugby speelt hier de thuiswedstrijden. Het nationale rugbyteam van Ierland speelde hier op 13 augustus 1995 tegen Schotland en won de wedstrijd met 26-22. Het was de eerste internationale wedstrijd van het Schotse team.
Vanaf 1990 werden er voetbalwedstrijden in stadion gespeeld. De voetbalclub Shamrock Rovers speelde er zes seizoenen lang vanaf 30 september 1990 tot in 1996. Op 19 februari 1992 was de eerste interland in dit stadion, Ierland speelde daarin tegen Wales. Het Ierse voetbalelftal zou daarna nog twee keer een vriendschappelijk wedstrijd in dit stadion spelen.

## Voetbalinterlands
| Voetbalinterlands | Voetbalinterlands | Voetbalinterlands  | Voetbalinterlands | Voetbalinterlands | Voetbalinterlands |
| №                 | Datum             | Wedstrijd          | Uitslag           | Competitie        | Toeschouwers      |
| ----------------- | ----------------- | ------------------ | ----------------- | ----------------- | ----------------- |
| 1                 | 19 februari 1992  | Ierland – Wales    | 0–1               | vriendschappelijk | 15.100            |
| 2                 | 25 mei 2010       | Ierland – Paraguay | 2–1               | vriendschappelijk | 16.722            |
| 3                 | 29 mei 2010       | Ierland – Algerije | 3–0               | vriendschappelijk | 16.888            |

## Afbeeldingen

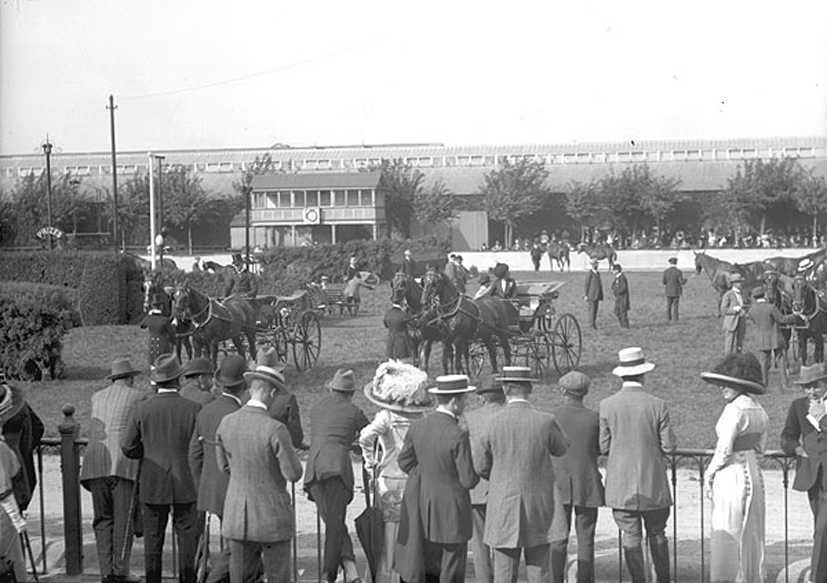
The Dublin Horse Show, foto gemaakt circa 1920.
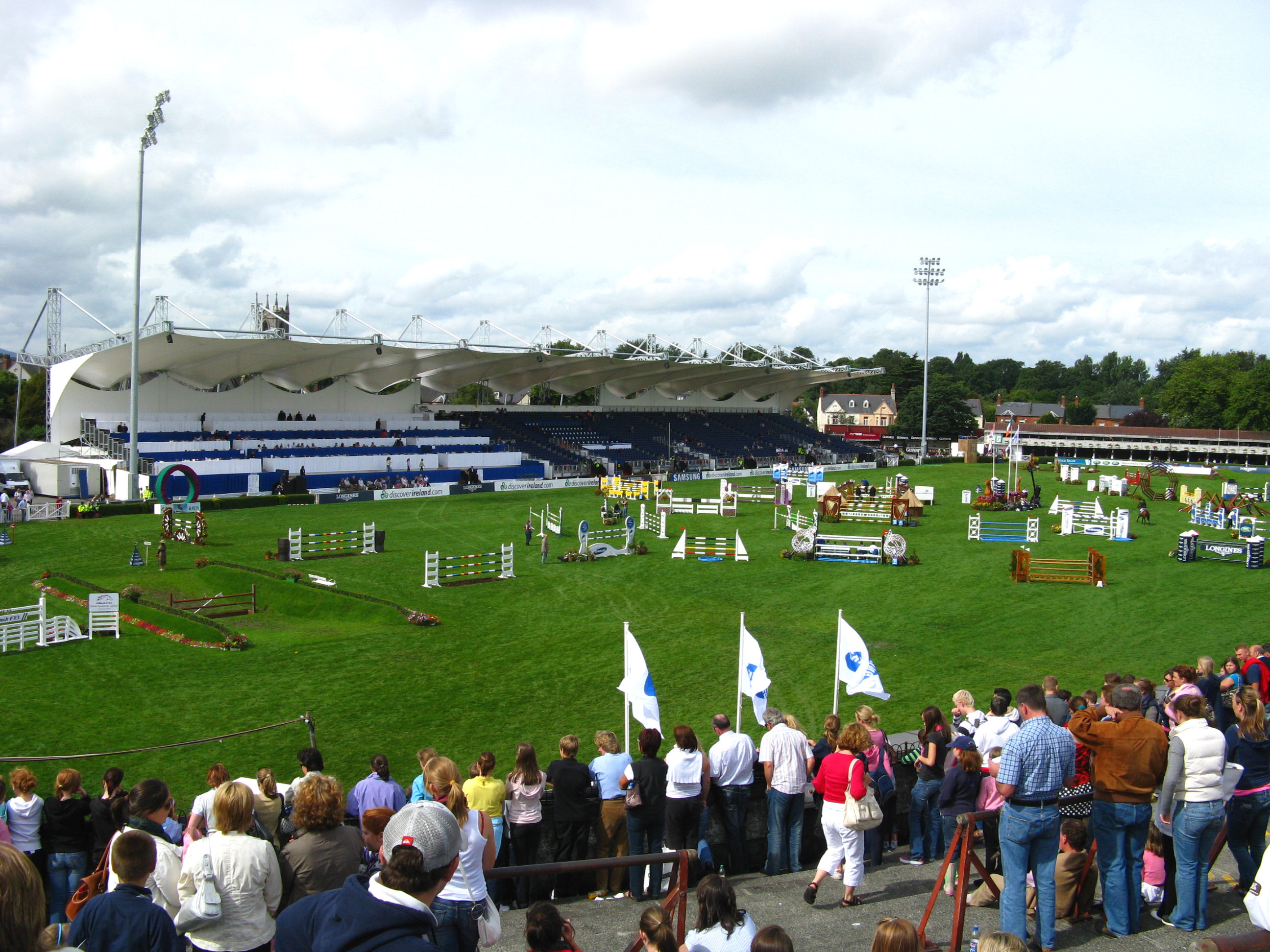
The Dublin Horse Show, foto gemaakt in 2008.
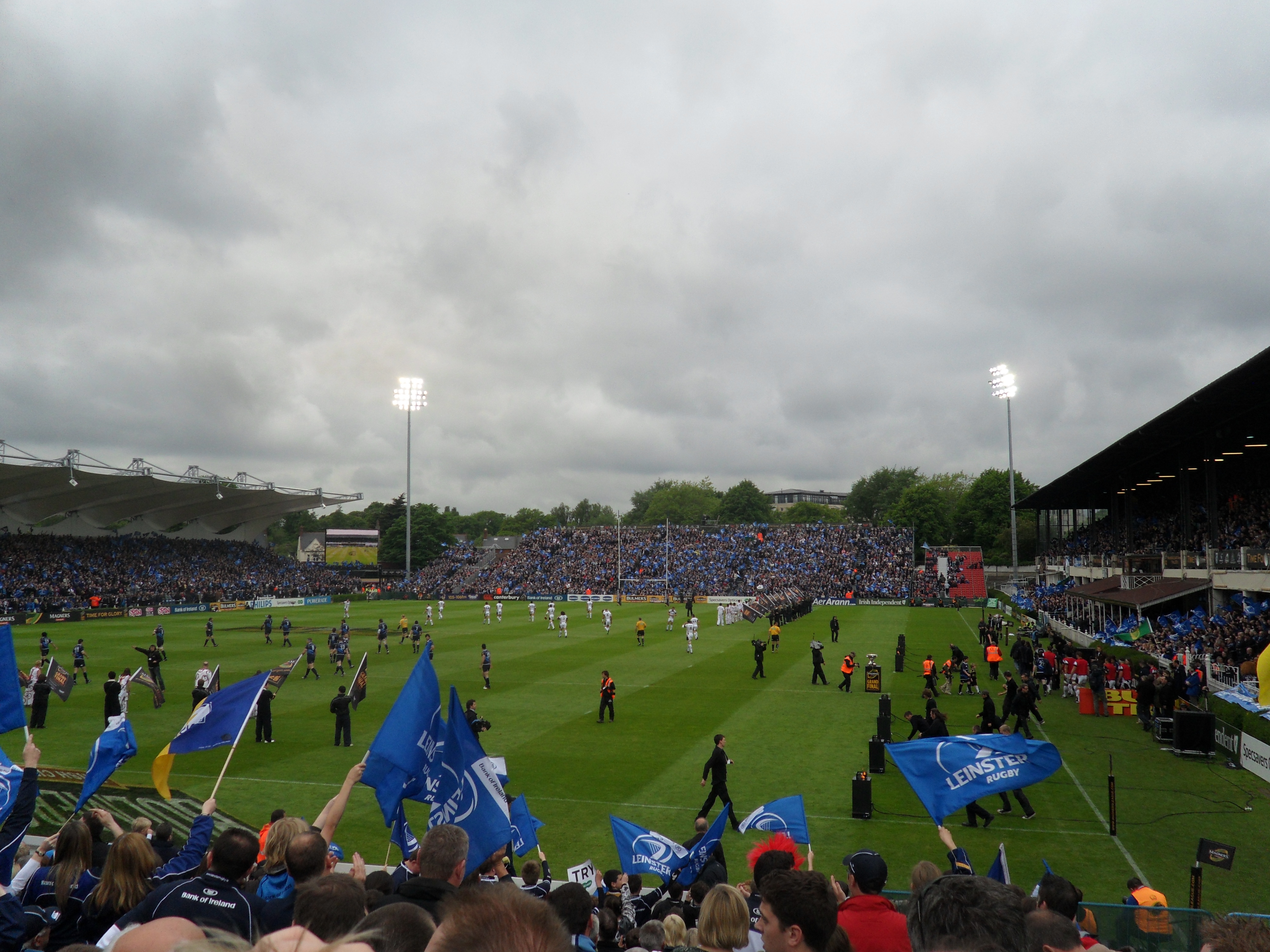
Finale van de Magners League, rugby, foto uit 2010.
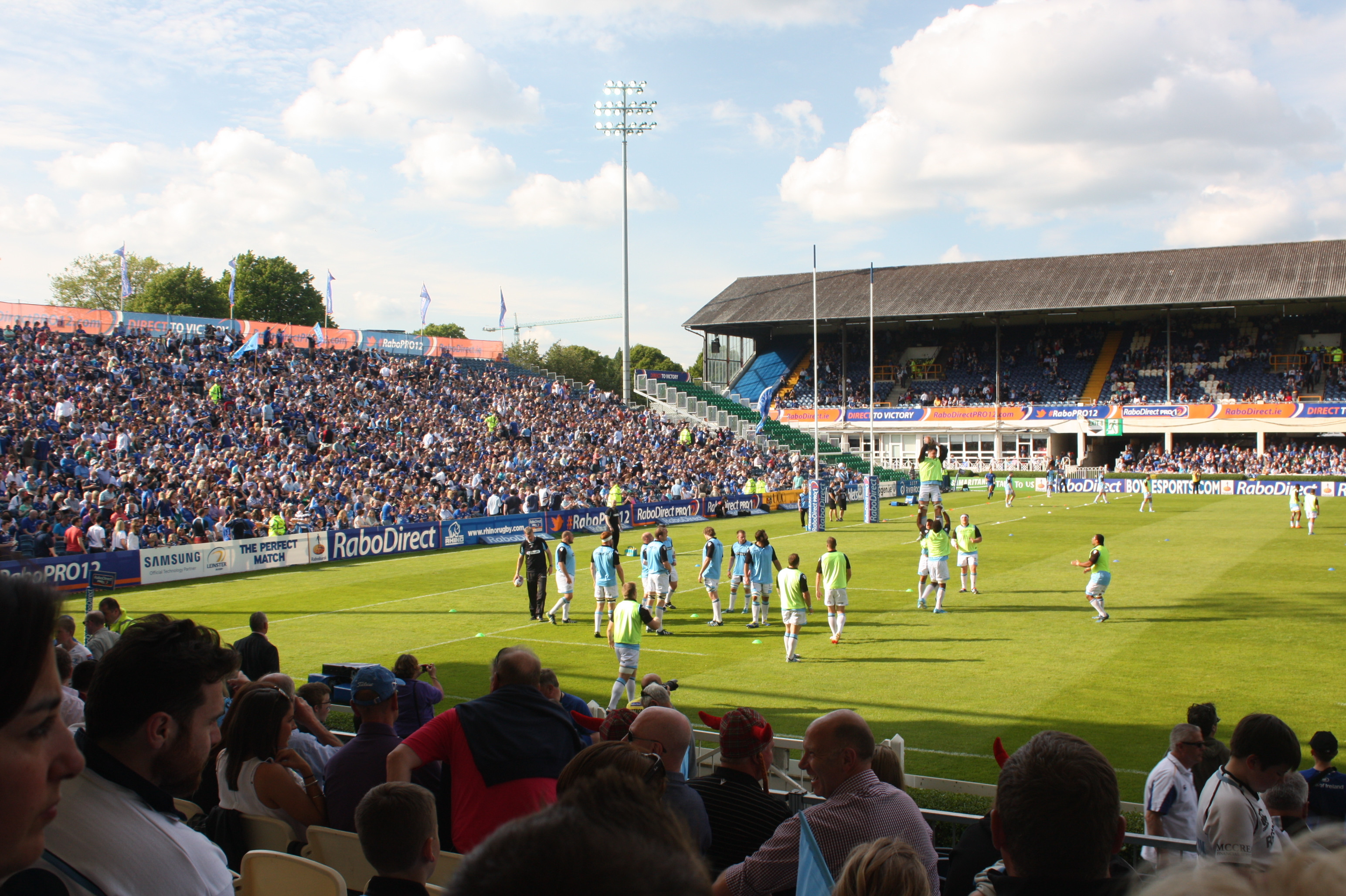
Tijdens een rugbywedstrijd in 2014.
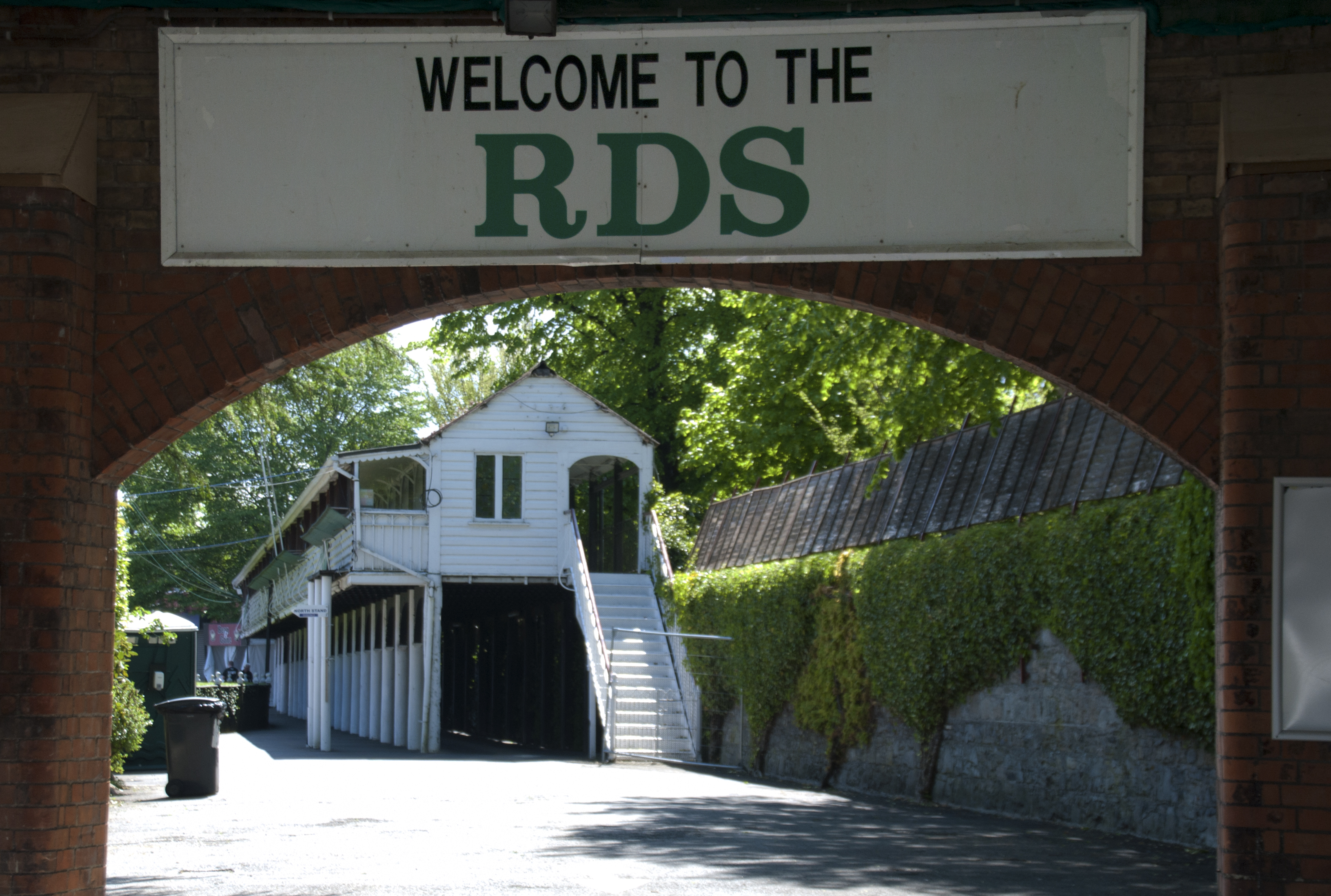
De ingang van het stadion.